# یحیی عبدالمتین دوم
یحیی عبدالمتین دوم (انگلیسی: Yahya Abdul-Mateen II؛ زادهٔ ۱۵ ژوئیهٔ ۱۹۸۶) هنرپیشه اهل ایالات متحده آمریکا است. وی از پدری مسلمان به نام یحیی عبدالمتین اول و مادری مسیحی به نام مری متولد شد. از فیلم‌ها و برنامه‌های تلویزیونی که وی در آن نقش داشته‌است می‌توان به گارد ساحلی (فیلم)، آکوامن، برترین شومن، دادگاه شیکاگو هفت و فیلم «ما» اشاره کرد.

## سنین جوانی و تحصیل
عبدالمتین در نیواورلئان، لوئیزیانا، از یک پدر مسلمان یحیی عبدالمتین اول (۱۹۴۵–۲۰۰۷)، و یک مادر مسیحی، مریم، به دنیا آمد. او کوچکترین فرزند از شش فرزند است. او دوران کودکی خود را در پروژه‌های مگنولیا نیواورلئان گذراند و سپس به اوکلند، کالیفرنیا نقل مکان کرد، جایی که در دبیرستان مک‌کلیموندز تحصیل کرد. در مک‌کلیموندز، او یک ورزشکار بود (او در مقابل قهرمان آینده ان‌اف‌ال مارشون لینچ بازی کرد) و خود را گیک توصیف می‌کرد که از شطرنج لذت می‌برد. او همچنین پادشاه جشن بود. خانواده در نهایت از اوکلند خارج شدند و به استاکتون، کالیفرنیا نقل مکان کردند. در طول دوران تحصیلی خود در دانشگاه کالیفرنیا، برکلی، جایی که متین به عنوان عضوی از آلفا فی آلفا آغاز شد و به عنوان یک مانع برای خرس طلایی کالیفرنیا رقابت کرد، یکی از هم تیمی‌هایش به او پیشنهاد کرد که در کلاس تئاتر شرکت کند. آن کلاس به او کمک کرد تا بر لکنت خود غلبه کند. او در رشته معماری فارغ‌التحصیل شد و سپس به عنوان شهرساز در سان فرانسیسکو مشغول به کار شد. او پس از اخراج از کارش، از این فرصت استفاده کرد و برای مدرسه‌های نمایشی درخواست داد، که در آن‌ها توسط دانشکده هنر تیش دانشگاه نیویورک، مؤسسه آموزش پیشرفته تئاتر در دانشگاه هاروارد، و مدرسه درام ییل پذیرفته شد. او با مدرک کارشناسی ارشد هنرهای زیبا از ییل فارغ‌التحصیل شد و به عنوان بازیگر صحنه کار کرد.

## حرفه
عبدالمتین در اوایل زندگی حرفه‌ای خود بر عدم تغییر نام مسلمان خود یا استفاده از نام هنری صریح بود، و با این مفاهیم که داشتن نام مسلمان مانع موفقیت او می‌شود مقابله کرد. در سال ۲۰۱۶، عبدالمتین کار بازیگری خود را با سریال درام موزیکال باز لورمن پایین آغاز کرد که برای اولین بار در نتفلیکس پخش شد. شخصیت او کلارنس «کادیلاک» کالدول شاهزاده دنیای دیسکو است. او به خاطر عملکردش در سریال مورد ستایش قرار گرفت. در سال ۲۰۱۷، عبدالمتین در فیلم درام شاون کریستنسن، ناپدید شدن سیدنی هال، در نقش دوان ظاهر شد. اولین بار در جشنواره فیلم ساندنس ۲۰۱۷ به نمایش درآمد. عبدالمتین در فیلم اکشن کمدی گارد ساحلی به همراه دواین جانسون و زک افرون و به کارگردانی ست گوردون نقش افسر پلیسی به نام گارنر الربی را بازی کرد. این فیلم در ۲۵ می ۲۰۱۷ منتشر شد. او همچنین در فیلم موزیکال بزرگترین شومن روی زمین (۲۰۱۷) که افرون و همچنین با هیو جکمن، میشل ویلیامز و زندایا در مورد شومن آمریکایی P.T. بارنوم. در سال ۲۰۱۸، او در فیلم درام سفر جاده‌ای مرزها به همراه ورا فارمیگا و کریستوفر پلامر به کارگردانی و نویسندگی شانا فسته بازی کرد. استرالیا. در سال ۲۰۱۸، عبدالمتین در نقش پدر شخصیت اصلی در فیلم ترسناک ما به کارگردانی جردن پیل که در مارس ۲۰۱۹ منتشر شد، در یک قسمت فلاش بک انتخاب شد. در فوریه ۲۰۱۹، تأیید شد که عبدالمتین در حال مذاکره برای بازی در ریبوت کندی‌من ساخته جردن پیل به عنوان شخصیت اصلی، با کارگردانی نیا داکوستا است. این فیلم در ۲۷ اوت ۲۰۲۱ در سینماها اکران شد و بازخوردهای مثبتی دریافت کرد. در مارس ۲۰۱۹، اعلام شد که عبدالمتین در فصل پنجم سریال گلچین علمی-تخیلی نتفلیکس آینه سیاه انتخاب شده‌است. بعداً در همان سال، او در مینی سریال درام ابرقهرمانی دیده‌بان اچ‌بی‌او، نقش کال آبار، معروف به دکتر منهتن را ایفا کرد، که اولین جایزه امی خود را برای بهترین بازیگر نقش مکمل مرد در یک سریال محدود یا ویژه در سپتامبر ۲۰۲۰ به ارمغان آورد. عبدالمتین در نقش مورفیوس (نسخه جایگزین شخصیت) در فیلم رستاخیزهای ماتریکس ایفای نقش کرد.

## زندگی شخصی
عبدالمتین در شهر نیویورک زندگی می‌کند پس از مرگ پدرش در سال ۲۰۰۷، عبدالمتین شروع به تحقیق در مورد تاریخچه خانواده خود کرد و توضیح داد که «پدرم با آرزوی دانستن اینکه پدرش اهل کجاست و دربارهٔ تاریخچه پدرش بزرگ شد و از دنیا رفت.» میراث هند، اگرچه کشور مبدأ ناشناخته است.